# Рупін (Підляське воєводство)
Рупін (пол. Rupin) — село в Польщі, у гміні Кольно Кольненського повіту Підляського воєводства.
Населення — 161 особа (2011).
У 1975-1998 роках село належало до Ломжинського воєводства.

## Демографія
Демографічна структура станом на 31 березня 2011 року:
|          | Загалом | Допрацездатний вік | Працездатний вік | Постпрацездатний вік |
| -------- | ------- | ------------------ | ---------------- | -------------------- |
| Чоловіки | 75      | 17                 | 49               | 9                    |
| Жінки    | 86      | 22                 | 44               | 20                   |
| Разом    | 161     | 39                 | 93               | 29                   |